# HaKaTa百貨店
《HaKaTa百貨店》（日語：HaKaTa百貨店，中文直譯為博多百貨公司）是日本電視台自2012年10月7日開始播放的深夜綜藝節目，以偶像女子團體HKT48全體成員作為主要演出者，由成員之一的指原莉乃擔任節目主持，於每週日午夜25時30分至26時（也就是週一凌晨1時30分至2時）播放。節目第一季共演出12集，由於播出後頗受好評，製作單位決定追加播出第二季，並將新一季節目命名為《HaKaTa百貨店 2號館》，改移至時段更佳的周六深夜播放。2013年1月26日深夜（1月27日凌晨）首播，同年3月30日播畢。
在第二季結束將近兩年之後，日本電視台自2015年1月12日起開始播出節目系列的第三季——《HaKaTa百貨店 3號館》，共播出12集，同樣由指原莉乃主持，但與前兩季不同的是節目原本一向是在位於福岡的HKT48劇場收錄，自第三季起改在位於東京的日本電視台攝影棚拍攝。

## 節目內容與流程
《HaKaTa百貨店》是HKT48第一個在關東地區在京核心局所屬電視網播放的冠名節目，也是指原莉乃個人的第一個主持作品。
節目的設定是一家開設在福岡市博多（HaKaTa）的百貨公司，在這家百貨公司內專賣的是名為HKT48的偶像產品。由主持人指原莉乃擔任推銷員，每一集邀請一位來自AKB48與其他姊妹團體之中知名度較高的成員，擔任特別來賓來到福岡作客。
主持人指原除了會向HKT48的成員與觀眾們介紹當集來賓的特色之外，也會根據來賓的的個性與特色，從HKT48的成員中推薦適合的人選，進行自我介紹或才藝表演。節目的中段，會推出一個根據來賓個性所定、由HKT48成員參與的比賽活動企畫，以便協助AKB48的前輩自HKT48成員中「選購」一位印象最深刻、想要選來當作妹妹的「首推成員」（推しメン）。獲得推薦的成員除了可獲贈印有來賓照片的推薦徽章（推しメンバッジ）之外，也會在片尾與來賓一同、在指原莉乃的帶路之下一起進行博多美食約會，尋訪福岡市區內的特色餐廳品嚐美食。有高知名度的前輩推薦，對於資歷尙淺的HKT48成員來說，是不可多得、讓注目度提升的曝光機會。
而自第2季開始，除了製作單位與主持人指原莉乃所規劃的單元企畫外，也陸續加入由其他HKT48成員所提議的單元活動，或甚至由其他成員擔任小單元主持人，例如第2季第1集中由中西智代梨提案與主持的「中西Girls Collection」（中西ガールズコレクション），第4集中由若田部遙與淵上舞主持的「想讓你更認識福岡」，與第6集末尾由松岡菜摘主持的「時間長度調整單元」（松岡司会の尺の調整コーナー）等等。
除了少數特殊狀況與片尾時的博多美食約會片段外，節目全都是在HKT48劇場內以棚內錄影的方式進行。
與《AKBINGO!》等姊妹團體的冠名節目類似，每集《HaKaTa百貨店》的節目後半段都會插入一段歌曲影片，介紹與HKT48相關的新動態，例如公演的片段、新歌曲的MV揭露、成員的個人新作等。另外，在每集節目的片尾，都會有一位成員以博多腔，向觀眾說出「打氣的一句」（元気が出るヒトコト）。

## 演出者
每集皆由大約16至20位左右的HKT48成員，與一位來自姊妹團體、擔任特別來賓的資深成員共同演出：
- HKT48成員
  - Team H
    - 指原莉乃：主持人（推銷員）
    - 穴井千尋、植木南央、多田愛佳、熊澤世莉奈、兒玉遥、下野由貴、田中菜津美、中西智代梨、松岡菜摘、宮脇咲良、村重杏奈、本村碧唯、森保圓（森保まどか）、若田部遥

  - 研究生
    - 1期：安陪恭加、今田美奈、深川舞子
    - 2期：秋吉優花*、岩花詩乃*、岡田栞奈*、岡本尚子*、神志那結衣*、後藤泉*、駒田京伽*、坂口理子*、田島芽瑠、田中優香*、谷真理佳*、冨吉明日香*、朝長美櫻、淵上舞*、山田麻莉奈*

註：標示「*」記號者為第二季起加入演出的成員。
- 特別來賓：每集皆有一位來自姊妹團體的資深成員擔任，出場集數參見來賓段落。
  - AKB48：河西智美、高橋南、渡邊麻友、秋元才加、大島優子、北原里英（兼任SKE48成員）、倉持明日香、島田晴香、市川美織、梅田彩佳、大場美奈、大家志津香、柏木由紀、峯岸南
  - SKE48：松井玲奈、松井珠理奈（兼任AKB48成員）
  - NMB48：渡邊美優紀（兼任AKB48成員）
  - JKT48：高城亞樹
  - SNH48：宮澤佐江
  - 乃木坂46：生駒里奈

## 播放日期、來賓與企劃內容
| 第一季 | 第一季          | 第一季               | 第一季                                     | 第一季                                         | 第一季                                 | 第一季                                                    | 第一季                   |
| 集     | 播放日          | 特別來賓             | 主要比賽活動企劃                           | 推薦成員                                       | 插入歌曲                               | 博多美食約會地點 菜色                                     | 打氣的 一句 成員         |
| ------ | --------------- | -------------------- | ------------------------------------------ | ---------------------------------------------- | -------------------------------------- | --------------------------------------------------------- | ------------------------ |
| 1      | 2012年 10月7日  | 柏木由紀             | 誰才是正牌的?! （ホンモノは誰だ?!）                        | 宮脇咲良                                       | 《手牽手》 （手をつなぎながら） 公演現場影片           | 「福岡 鷹勝」 水炊鍋（水炊き）                                  | 兒玉遙                   |
| 2      | 2012年 10月14日 | 峯岸南               | 箱子裡到底是什麼？ （箱の中身はなんじゃろな?）                    | 本村碧唯                                       | 《懦弱的化裝舞會》 （意気地なしマスカレード） 特別剪輯版MV   | 居酒屋「飯屋 Tamaru」 （ごはん処 たまる） 牛雜鍋（もつ鍋）                     | 宮脇咲良                 |
| 3      | 2012年 10月21日 | 渡邊麻友             | 博多比手劃腳猜謎 （HaKaTaジェスチャークイズ）                      | 下野由貴                                       | 《帶我去溫布頓》 （ウィンブルドンへ連れて行って） 公演現場影片     | 「元祖博多明太重」（元祖博多めんたい重） 明太重（めんたい重）                         | 村重杏奈                 |
| 4      | 2012年 10月28日 | 大家志津香           | 刺破氣球笨蛋！分組對抗超常識猜謎 （割っちゃバカチン! チーム対抗 超常識クイズ!）      | 穴井千尋                                       | 《雨珠鋼琴手》 （雨のピアニスト） 公演現場影片       | 「博多中洲餃子店 鐵鍋」 （博多中洲 餃子の店 鉄なべ） 鐵鍋餃子                     | 松岡菜摘                 |
| 5      | 2012年 11月4日  | 大島優子             | 說出肚子裡的真心話！HKT48吵架作戰 （腹わっていきまっしょい!HKT48 口喧嘩バトル）     | 中西智代梨                                     | 《Glory days》 公演現場影片            | 料亭「櫻坂 觀山莊」 特別玄界灘特選生魚片盤 （特別玄界灘特選盛り）           | 朝倉美櫻                 |
| 6      | 2012年 11月11日 | 宮澤佐江 （SNH48）   | 讓大家變成笑臉！借物裝傻作戰 （みんなを笑顔に変えろ!モノボケバトル!）          | 村重杏奈                                       | 《情歌般的下課鈴》 （チャイムはLOVE SONG） 公演現場影片   | 「IMURI」 法式鄉村蛋糕、乳酪蛋糕 （カンパーニュ、IMURIちーず）                     | 安陪恭加                 |
| 7      | 2012年 11月18日 | 倉持明日香           | 絕對不可以生氣呦！HKT48真心話整人！！ （絶対に怒っちゃや〜よ!HKT48本音ドッキリ!!） | 若田部遙                                       | 《初戀蝴蝶》 （初恋バタフライ） 短版MV               | 「坐離宮」 咖哩鍋 （カレー鍋）                                    | 田島芽瑠                 |
| 8      | 2012年 12月9日  | 高城亞樹 （JKT48）   | 運氣差生存遊戲 （運なしバトルロワイアル！）                        | 松岡菜摘                                       | 《初戀蝴蝶》 現場演唱                  | 「博多弁天堂」 生馬肉（馬刺し）、博多牛三筋（みすじ）、胡麻鯖魚茶泡飯 | 森保圓                   |
| 9      | 2012年 12月23日 | 渡邊美優紀 （NMB48） | 「美優紀會怎麼回答」猜謎 （みるきーの答えを当ててみるきー!!）              | 本村碧唯 （推薦成員） 朝長美櫻 （NMB48特別獎） | 《初戀蝴蝶》 長版MV節錄                | 「豬這樣」（豚のまんま）祇園店 豬骨大蔥涮涮鍋                       | 多田愛佳                 |
| 10     | 2012年 12月30日 | 秋元才加             | 運動競技企畫                               | 朝長美櫻                                       | 《戀愛的傾向與對策》 （恋の傾向と対策） 公演現場影片 | 烤雞腿「嵐坊」博多店 土雞雞腿鹽燒 （地鶏もも塩焼き） 南蠻雞頸肉 （せせり南蛮）    | 本村碧唯                 |
| 11     | 2013年 1月6日   | 北原里英             | 博多美食作文比賽 （博多グルメで作文）                      | 田中菜津美                                     | 《我們的風》 （僕らの風） 公演現場影片         | 「博多華味鳥」中洲本店 水炊鍋（水炊き）                         | 若田部遙                 |
| 12     | 2013年 1月13日  | 高橋南               | 腹肌淘汰賽 （腹筋サバイバー！）                            | 多田愛佳                                       | 《最喜歡你》 （大好き） 公演現場影片         | 博多 十和藏 豐後牛炭火燒 冠地雞雞肉天婦羅（冠地鶏のとり天）             | 松岡菜摘 兒玉遙 宮脇咲良 |

| 第二季 | 第二季         | 第二季                | 第二季                                         | 第二季                              | 第二季                                               | 第二季                       | 第二季           |
| 集     | 播放日         | 特別來賓              | 主要比賽活動企劃                               | 推薦成員                            | 插入歌曲                                             | 博多美食約會地點 菜色        | 打氣的 一句 成員 |
| ------ | -------------- | --------------------- | ---------------------------------------------- | ----------------------------------- | ---------------------------------------------------- | ---------------------------- | ---------------- |
| 1      | 2013年 1月26日 | 松井玲奈 （SKE48）    | 即興表演劇場 （アドリブシアター）                              | 谷真理佳                            | 《初戀蝴蝶》 劇場1週年特別紀念公演現場影片           | 大名 絢凜 玄界灘的海鮮涮涮鍋 | 朝倉美櫻         |
| 2      | 2013年 2月9日  | 市川美織              | 突擊私服時裝秀 （抜き打きファッションショー）                            | 村重杏奈                            | 《HKT48》 劇場1週年特別紀念公演現場影片              | 雄樂亭 佐賀牛的燒肉拼盤      | 田島芽瑠         |
| 3      | 2013年 2月23日 | 松井珠理奈 （SKE48）  | 可愛過頭的一句話競賽 （かわいすぎる一言コンテスト）                      | 森保圓                              | 《因為喜歡你》 （君のことが好きだから） 劇場1週年特別紀念公演現場影片    | 牛雜鍋「」（Ōishi）          | 淵上舞           |
| 4      | 2013年 3月2日  | 島田晴香              | 若田部與淵上呈獻企畫 「想讓你更認識福岡」 （） | 田中菜津美                          | 《好想見你》 （会いたかった） 劇場1週年特別紀念公演現場影片      | 牛雜「繁」（もつ繁） 牛雜的壽喜燒  | 本村碧唯         |
| 5      | 2013年 3月9日  | 梅田彩佳              | 秘密大拍賣！HKT48媽媽川柳！ （秘密の大セール!HKT48ママ川柳!）               | 兒玉遙                              | 《喜歡！喜歡！小跳步！》 （スキ!スキ!スキップ!）     | 地雞屋 隆盛 地雞的六樣拼盤   | 無               |
| 6      | 2013年 3月16日 | 生駒里奈 （乃木坂46） | 箱子裡到底是什麼，進化版 （箱の中身はなんじゃろなEVOLUTION）                  | 本村碧唯                            | 《喜歡！喜歡！小跳步！》 （MV）                      | 池田屋 博多湯餃（炊き餃子）          | 宮脇咲良         |
| 7      | 2013年 3月23日 | -                     | 出道單曲發售紀念 展現毅力宣傳出道單曲吧！ （根性見せてデビューシングルを宣伝しよう!） | -                                   | 《喜歡！喜歡！小跳步！》 「博多傳奇」公演現場版      | 博多華味鳥 水炊鍋            | 兒玉遙           |
| 8      | 2013年 3月30日 | 大場美奈 河西智美     | 結束營業清倉大拍賣 （閉店売り尽くしセール） 惡整服裝秀 （むちゃぶりファッションショー）        | 植木南央 （河西） 穴井千尋 （大場） | 《因為喜歡你》博多腔ver. （君のことが好きやけん） 「博多傳奇」公演現場版 | 辰巳壽司（たつみ寿司） 特上握壽司      | 森保圓           |

## 播放電視台
| 播放對象地域 | 播放電視台         | 系列                            | 播放日時             | 播放期間         | 延遅        |
| ------------ | ------------------ | ------------------------------- | -------------------- | ---------------- | ----------- |
| 關東廣域圏   | 日本電視台 （NTV） | 日本電視台系列                  | 星期日 25:30 - 26:00 | 2012年10月7日－  | 製作局 首播 |
| 大分縣       | 大分電視台 （TOS） | 富士電視台系列 ／日本電視台系列 | 星期五 25:58 - 26:28 | 2012年10月12日－ | 遲5日       |
| 福岡縣       | 福岡放送 （FBS）   | 日本電視台系列                  | 星期一 25:29 - 25:59 | 2012年10月15日－ | 遲8日       |

## 工作人員
- 企劃製作人：秋元康
- 總製作人：面高直子
- 製作人：毛利忍、齋藤匠（acro）、遠藤弘子、石原牧子
- 導演：後藤駿介、藤野賢宏、近藤祐治郎、棚町裕子
- 旁白：滿仲由紀子（青二製作）

## 外部連結
- HaKaTa百貨店官方網站（页面存档备份，存于）（日語）

| 日本 日本電視台 每週日25:30 - 26:00時段                    | 日本 日本電視台 每週日25:30 - 26:00時段 | 日本 日本電視台 每週日25:30 - 26:00時段 |
| ---------------------------------------------------------- | --------------------------------------- | --------------------------------------- |
|                                                            | HaKaTa百貨店                            |                                         |
| 日本電視NEWS24 （日テレNEWS24） 縮短時間繼續播放                       | SKE48的魔法廣播3                        |                                         |
| 日本 日本電視台 每週六25:20 - 25:50時段                    |                                         |                                         |
| 小惠會使用魔法嗎？ （25:20 - 25:35）NexT （25:35 - 26:05） | HaKaTa百貨店 2號館                      | 週六夜兒童機器                          |